# Potkolun
Potkolun je naseljeno mjesto u općini Foči, Republika Srpska, BiH. Popisano je kao samostalno naselje na popisu 1961., a na kasnijim popisima se ne pojavljuje, jer je 1962. s Tatarevićima pripojeno naselju Kolunu (Sl.list NRBiH, br.47/62). (Sl. list SRBiH 13/71)

## Stanovništvo
| Narod     | Popis 1961. |
| --------- | ----------- |
| Hrvati    |             |
| Muslimani | 85          |
| Srbi      |             |
| ostali    |             |
| Ukupno    | 85          |